# Kijkduin (vuurtoren)

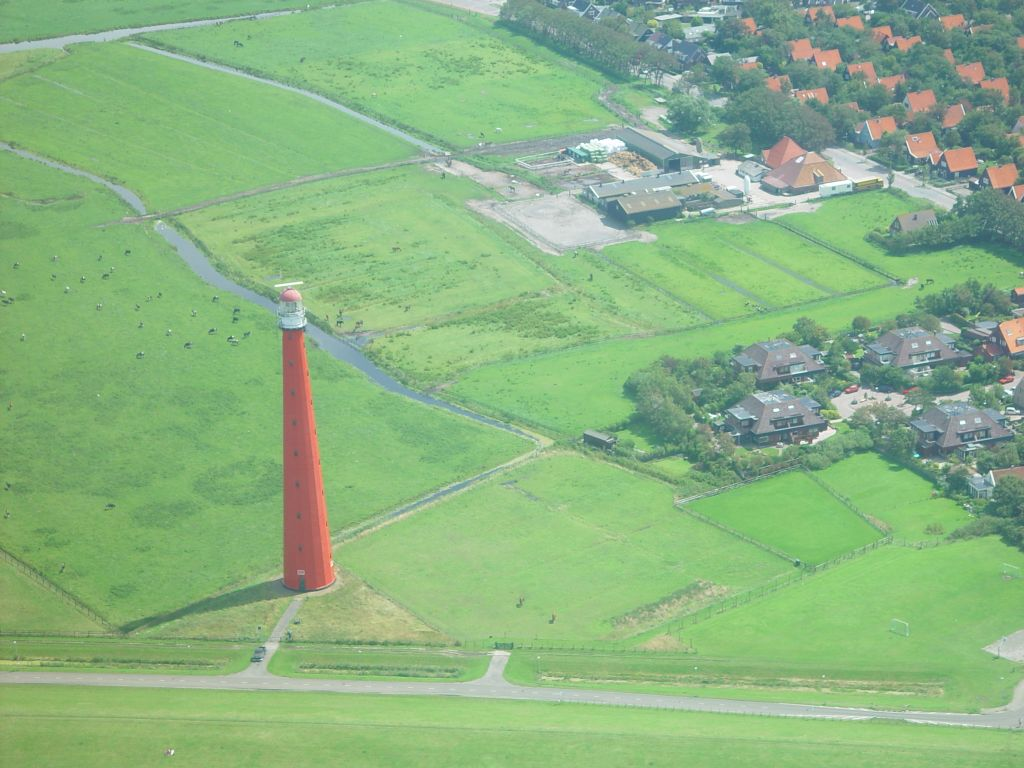
Luchtfoto van de Lange Jaap

De vuurtoren Kijkduin, in de volksmond Lange Jaap, is een vuurtoren die net ten noorden van Fort Kijkduin staat in Huisduinen, nabij Den Helder in de provincie Noord-Holland. De toren kreeg in 1988 de status van rijksmonument.
Met een lengte van 63,45 meter is de Lange Jaap de hoogste nog brandende vuurtoren van Nederland (Tussen 1974 en 2008 was dat de vuurtoren aan de Maasvlakte) en de hoogste gesloten gietijzeren vuurtoren ter wereld. De bouw van de toren is begonnen in 1877 en het licht kon op 1 april 1878 worden ontstoken.
Het broodjeaapverhaal gaat dat Lange Jaap op een stapel koeienhuiden staat, hetgeen zou verklaren waarom de top van de toren bij storm ongeveer een meter heen en weer beweegt. In werkelijkheid beweegt de vuurtoren in de top maximaal vijf centimeter.

## Historie
Al lang voor de Lange Jaap stonden in dezelfde buurt bij Kijkduin vuurtorens of bakens. Nog voor de bouw van het fort, stond er een toren met een licht dat opgewekt werd door hout en kolen te stoken. In 1822 werd er een door Jan Valk ontworpen, nieuwe ronde, stenen toren van circa zesenveertig meter hoog gebouwd, midden op het inmiddels opgetrokken Fort Kijkduin, hetgeen op zich al een relatief hoge locatie was. Aanvankelijk bestond de verlichting uit zesentwintig olielampen met holle spiegels als reflectoren, dit licht was zichtbaar tot op ongeveer tien kilometer afstand. In 1853 werden de olielampen van deze oude toren vervangen door een ander type lamp met lenzenstelsel in plaats van reflectoren.
De huidige zestienzijdige toren is geheel opgetrokken uit gietijzeren platen die met een opstaande rand aan elkaar geschroefd zijn, waardoor de vuurtoren erg zwaar is (506.100 kg gietijzer). De ontwerper van de vuurtoren was Quirinus Harder, voormalig hoofdconstructeur van de bouwkundige dienst van het Loodswezen. De toren werd gebouwd door de firma Penn & Bauduin.
Tijdens de Tweede Wereldoorlog werd de vuurtoren in camouflagekleuren geschilderd. In 1979 werd er een radarinstallatie op de vuurtoren geïnstalleerd.
In 1992 werd de kap van de vuurtoren vervangen door een nieuw exemplaar. De oude koepel is te vinden op de voormalige rijkswerf Willemsoord te Den Helder. Sinds 1998 is de Lange Jaap gesloten voor publiek vanwege breuken in de gietijzeren vloeren.
In 2015 waaide tijdens een storm de radarinstallatie van de toren, hierdoor was er tijdelijk geen radardekking in het Schulpengat.

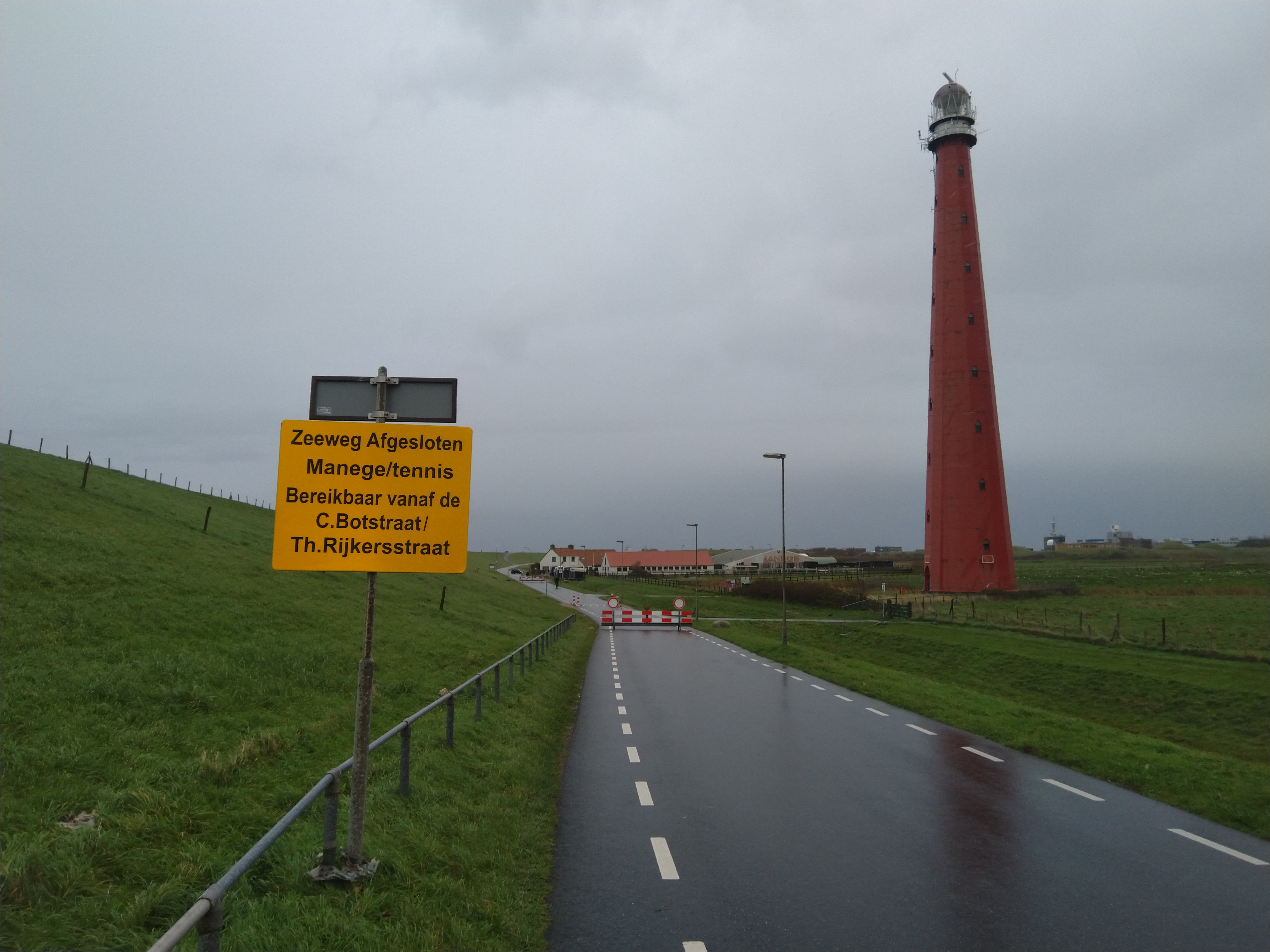
Afgesloten Zeeweg tijdens stormwinden in november 2023

In september 2021 bleek dat er grote scheuren in de wanden van de toren waren ontstaan. Wegens instortingsgevaar werd de omgeving van de 'Lange Jaap' afgesloten. Ook tijdens een storm wordt de omgeving van Lange Jaap daarom afgesloten uit vrees dat de toren dan mogelijk kan omwaaien. Er werden door beheerder Rijkswaterstaat online bijeenkomsten gehouden om betrokken partijen en belangstellenden te informeren over het probleem. Rijkswaterstaat bood tijdens een van deze bijeenkomsten haar excuses aan voor de ontstane situatie en het gebrek aan genomen maatregelen. Er waren diverse opties over hoe het verder moest en sloop van de vuurtoren was een van de mogelijkheden die werden overwogen. Ondertussen zat de gemeenschap niet stil en werden er postzegels en ansichtkaarten uitgebracht en een lied geschreven om de vuurtoren onder de aandacht te houden. In september 2023 kwam op de website van Rijkswaterstaat te staan dat de vuurtoren in 2024 gerestaureerd zou gaan worden, dit bleek onjuist en Rijkswaterstaat moest wederom door het stof. Eind 2023 wordt het onderzoek naar de toekomst van de toren verwacht.

## Het licht van de Lange Jaap
Bij de bouw in 1877 werd een Argandse lamp geplaatst met stilstaande lenzen. In 1903 kwam daar een draaiend lenzenstelsel voor in de plaats dat in een ronde bak met kwik dreef. Zo'n kwikbad maakt het mogelijk het lenzenstelsel met relatief weinig kracht door een uurwerkachtige constructie aan te drijven, maar kan ook zorgen voor problemen met rondspattend kwik als de top van de toren door harde wind heen en weer beweegt.
Dit eerste lenzenstelsel uit 1903 van de Lange Jaap had een schitterlicht met twee schitteringen in tien seconden dat op ongeveer zesendertig kilometer nog te zien was. In 1912 werd er een sterkere lamp geplaatst en in 1924 een nog sterker elektrisch licht.
Tijdens de Tweede Wereldoorlog werd in 1940 het toenmalige licht door Duitse mariniers geheel verwoest, waarna de vuurtoren vijf jaar buiten gebruik bleef. Nadat er in 1945 eerst een noodverlichting was geplaatst kon in 1949 een nieuw lenzenstelsel in gebruik worden genomen met vier schitteringen in twintig seconden. Halverwege de jaren zestig is het kwiklager vervangen door een groot kogellager. Tegenwoordig is de Lange Jaap op vierenvijftig kilometer afstand te zien.

## Soortgelijke vuurtorens
Nadat de vuurtoren Kijkduin gereed was, werden in Nederlands-Indië meerdere gelijkende vuurtorens gebouwd, waarvan er anno 2022 nog elf resteren. Een deel hiervan is net als de Lange Jaap 16-kantig en circa 60 meter hoog, dit zijn de vuurtorens op de eilanden Pulau Lengkuas (1882), Pulau Bojo (1883), Pulau Sumedang (1883) en de vuurtoren Tanjung Cukuhbalambing (Vlakkenhoek) op Sumatra die in 1879 werd gebouwd en in 1883 overeind bleef tijdens de tsunami die was ontstaan na de uitbarsting van vulkaan Krakatau. De andere vuurtorens zijn 12-kantig en van geringere hoogte. Enkele lijken qua vorm meer op de Vuurtoren van Scheveningen.